# Gromobój (pociąg pancerny)
Gromobój – improwizowany polski pociąg pancerny z okresu walk polsko-ukraińskich w latach 1918–1919.

## Historia

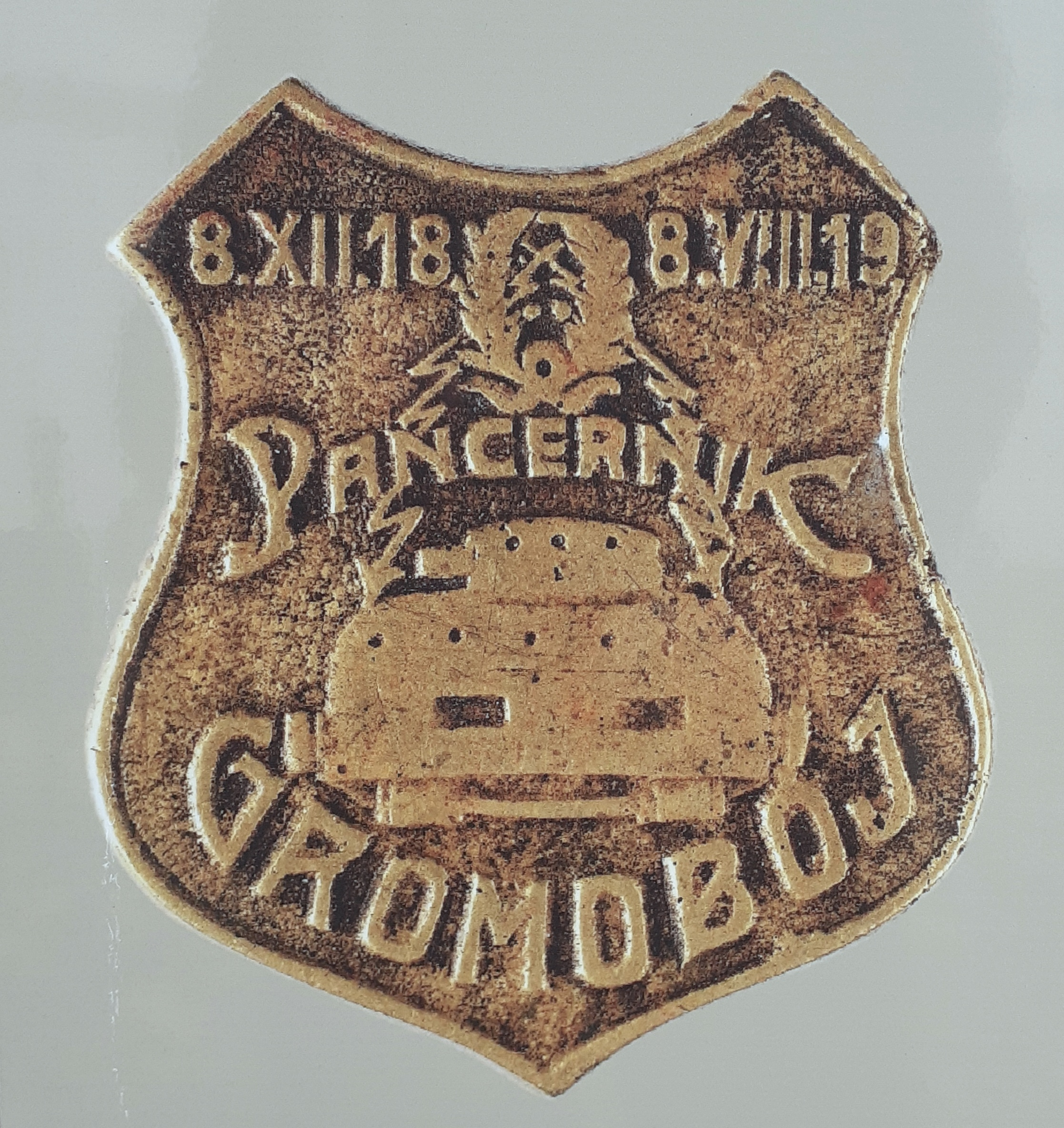
Odznaka pamiątkowa

Pociąg ten powstał z inicjatywy kolejarzy z Zagórza w Fabryce Maszyn i Wagonów w Sanoku. Brał udział w walkach w rejonie węzła kolejowego w Zagórzu. 
7 lutego 1919 roku batalion polowy pułku piechoty ziemi rzeszowskiej przy wsparciu baterii haubic z Jasienia oraz pociągu pancernego „Gromobój” zdobył miejscowości Bandrów i Daszówkę.
W czasie likwidacji Republiki Komańczańskiej, „Gromobój” służył do patrolowania linii kolejowej Zagórz – Szczawne – Komańcza – Łupków.
Pancerz pociągu zbudowany był z ceglanych ścian, między którymi znajdował się żwir rzeczny.

## Odznaka pamiątkowa
Odznaka w kształcie tarczy herbowej, odlewana w jasnym brązie, srebrzona obustronnie w kąpieli, lekko oksydowana, minimalnie wypukła. Wymiary: 42 × 48 milimetrów, grubość około 2 milimetry. U góry daty: 8 XII 18 - 8 VIII 19. Pomiędzy datami wianek, z którego biją dwie zygzakowate linie piorunów. Pod wiankiem fantazyjny napis: Pancernik. Pod napisem wyobrażenie wozu bojowego, a pod nim napis: Gromobój. Odznaka noszona na śrubie.